# 假面骑士×假面骑士 Wizard & Fourze MOVIE大战Ultimatum
《假面騎士×假面騎士 Wizard & Fourze MOVIE大戰Ultimatum》（日语：仮面ライダー×仮面ライダー ウィザード&フォーゼ MOVIE大戦アルティメイタム），是日本特攝節目《假面騎士Fourze》和《假面騎士Wizard》聯動劇場版，「MOVIE大戰系列」第4部作品。日本地區於2012年12月8日上映。
本作劇場版的口號為「究極的Show Time、開幕！」、「Wizard、向未來的約定。Fourze、5年前的約定。為完成那個「約定」、投入決戰之地。」

## 本作特色
- 本作繼前作《假面騎士Fourze THE MOVIE 大家的宇宙來了!》加入東映系列的其他特攝作品，假面騎士以外的英雄共同演出後，本作同樣加入了《閃電人》(日原文《イナズマン》) 、《伏魔三劍俠》(日原文《アクマイザー3》) 和《美少女假面Poitrine》(日原文《美少女仮面ポワトリン》)三大特攝作品的主角演出。
- 本作把《假面騎士W》、《假面騎士OOO》、《假面騎士Fourze》、《假面騎士Wizard》中的主角和二號騎士及怪人實行大集結，同時前作《假面騎士×假面騎士 Fourze & OOO MOVIE大戰MEGA MAX》中登場的「假面騎士Nadeshiko/美咲撫子」亦會回歸。
- 本作繼前作《假面騎士×假面騎士 Fourze & OOO MOVIE大戰MEGA MAX》後第二次出現歷代騎士的成員於聯動劇場版客串演出。
- 飾演《假面騎士OOO》「火野映司」的演員渡部秀於本作中客串演出。
- 《假面騎士Wizard》本篇中即將現身的第二位騎士假面騎士Beast於本作先行登場。

### 各作品關聯性
- Fourze篇：

《假面騎士Fourze》時間點位於劇場版《假面騎士平成Generations FINAL Build & EX-AID with 傳說騎士》之后。
《假面騎士OOO》時間點位於劇場版《假面騎士×假面騎士 Fourze & OOO MOVIE大戰MEGA MAX》之后。
- Wizard篇：

《假面騎士Wizard》時間點位於本篇第13-14話之間。

## 故事概要
序幕「復活的伏魔三劍俠」
在過去被稱為「惡魔」， 被放逐到地底的三劍俠經過數千年後復活。
藉著精神世界「Underworld」的魔力，悉數把過去被打敗的怪人復活，這就正是惡魔三人組開始進行地上征服計劃的時候。
假面騎士Fourze- 5年前的約定，為完成那個「約定」、投入決戰之地
假面騎士Fourze與Horoscope的決戰事件結束後五年（2017年），假面騎士部眾人畢業後已投身社會，當中如月弦太朗在天之川學園高中任職教師。
如謎一般的組織「怪人同盟」暗中在校內活動，擁有超能力的少年風田三郎及久違的Zodiarts出現引發騷亂。
假面騎士Wizard- 向未來的約定
故事回朔至五年前（2012年）。指環之魔法使操真晴人，變身假面騎士Wizard阻止魅影（Phantom）的魔爪向人類伸廷。
為搜尋5名被綁架的強大魔力人類「Gate」而發現能無限生產怪物的儀器，與三劍俠糾纏起來並進入精神世界「Underworld」，在內卻與名為Poitrine的女性魔法使相遇。
MOVIE大戰Ultimatum
三劍俠征服地上的計劃已經到達最後階段。
假面騎士Fourze、Wizard、Meteor、Nadeshiko、W、Accel、OOO、Birth8人集結迎戰阻止事件發生。

## 用語
Zaber
原文：
超能力增幅器。
魔力之海
原文：
位於「Underworld」的下層，於本作中由賢者所述，如果將讓力量增強的zaber丟進裡面，急速膨脹的魔力會透過魔法陣的方式擁出到現實世界，對於本身體內沒有魔力抵抗力的一般人類，會瞬間滅亡。
怪人同盟
原文：
擁有超能力的青少年組成的團體，由風田三郎與近藤大太、小牧瑠美、根津誓夫組成，目的是排除引發戰爭及恐怖主義的人類，製造由新人類構成的新世界。
番場影人為支援「怪人同盟」的科學家。
少年同盟
原文：
於本作結尾，由風田三郎將「怪人同盟」改名的新團體名稱。

## 登場人物

### 《假面騎士Fourze- 5年前的約定，為完成那個「約定」、投入決戰之地》
如月弦太朗（きさらぎ・げんたろう）（福士蒼汰飾）
假面騎士Fourze 的變身者。
曾就讀天之川學園高中，創立假面騎士部守護校園和平。
五年後任職天之川學園高中教師，兼宇宙假面騎士部顧問教師。
歌星賢吾（うたほし・けんご）（高橋龍輝飾）
曾就讀天之川學園高中，如月弦太朗的拍擋。
五年後成為科學家，在宇宙京都大學致力研究宇宙能量，以繼承父親與我望光明的遺願。
城島悠木（じょうじま・ユウキ）（清水富美加飾）
曾就讀天之川學園高中，兼假面騎士部部長。
五年後夢想成真，當上了史上最年輕的宇航員，駐守超國際太空站（超国際宇宙ステーション）。
朔田流星（さくた‧りゅうせい）（吉澤亮飾）
假面騎士Meteor 的變身者。
曾是昴星高中學生和天之川學園高中的特別轉校生。
五年後任職國際刑警組織搜查員，如今事件中與Inga‧Blink調查有關超能力士兵的犯罪組織，追緝組織主腦番場影人而從南美返回日本。
風城美羽（かざしろ・みう）（坂田梨香子飾）
曾就讀天之川學園高中，兼假面騎士部會長。
五年後成為知名時裝模特兒，依然如「女王」般於大眾之間閃閃生輝。
大文字隼（だいもんじ・しゅん）（冨森Justin飾）
曾就讀天之川學園高中，在假面騎士部負責駕駛Powerdizer。
五年後成為即將移籍海外的美式橄欖球職業選手。
野座間友子（のざま・ともこ）（志保飾）
曾就讀天之川學園高中，假面騎士部部員。
五年後任職小說作家，其著作的黑暗幻想系作品《夢之魔女與魔法之指環》銷量突破100萬。
與朔田流星關係特別親密，於小說簽名會上因回國的流星出現面前而高興得相擁起來。
JK（ジェイク）（土屋シオン飾）
本名神宮海藏。曾就讀天之川學園高中，假面騎士部部員。
五年後成為雜誌《Real》的記者，活用情報通的才能。
事件發生前早已查探出校園有異常情況正在醞釀中。
大杉忠太（おおすぎ・ちゅうた）（田中卓志飾）
天之川學園高中的地理教師。
在TV版本篇時代擔任假面騎士部顧問教師。
美咲撫子（みさき‧なでしこ）（真野惠里菜飾）
假面騎士Nadeshiko 的變身者，宇宙生命體SOLU。
於聯動劇場版《假面騎士×假面騎士 Fourze & OOO MOVIE大戰 MEGA MAX》結局中回歸宇宙。
在宇宙間遇見前作劇場版《假面騎士Fourze THE MOVIE 大家的宇宙來了!》登場的人造衞星兵器「XVII」，從其聽說有關如月弦太朗的事情。
途中因營救遇險中的城島悠木而再次降臨地球，以能量體構築成人類形態，穿上和以前一樣的昴星高中制服出現弦太朗面前。
Inga‧Blink（インガ・ブリンク）（原幹惠 飾）
劇場版《假面騎士Fourze THE MOVIE 大家的宇宙來了！》中與假面騎士部對峙，直至化敵為友共同作戰。
五年後與朔田流星成為工作伙伴，調查有關超能力士兵的國際犯罪組織。
大木美代子（おおき・みよこ）（足立梨花飾）
就讀天之川學園高中，如月弦太朗負責班別 － 1年A班的學生，宇宙假面騎士部部長及唯一成員。
和城島ユウキ一樣的宇宙宅，也同樣懷抱著夢想成為宇航員，十分憧憬城島這位前輩。
對弦太朗亦不忌諱地稱作「小弦」。
此角色源自《閃電人》漫畫版中的美代（ミヨッペ）及特攝版的大木里子（おおき・サトコ）。
風田三郎（かぜた・さぶろう）（須賀健太 / 涉谷樹生（童年期）飾）
就讀天之川學園高中，如月弦太朗負責班別 － 1年A班的學生。擁有超能力的青少年。
與近藤大太、小牧瑠美、根津誓夫組成「怪人同盟」，目的是排除引發戰爭及恐怖主義的人類，製造由新人類構成的新世界。
在片尾將「怪人同盟」更名為「少年同盟」
五年前（《假面騎士Wizard篇》）的事件中被綁架的「Gate」之一。
此角色源自《閃電人》漫畫版中的風田佐武郎（ふうだ・サブロウ）及特攝版的渡五郎（わたり・ごろ）。
小牧瑠美（こまき・るみ）（山谷花純 / 芳賀栞（童年期）飾）
就讀天之川學園高中。
「怪人同盟」成員，暱稱「紅寶石」。
五年前（《假面騎士Wizard篇》）的事件中被綁架的「Gate」之一。
此角色源自《閃電人》漫畫版中的盧比（ルビィ）。
近藤大太（こんどう・だいた）（中澤兼利 / 坂本大河（童年期）飾）
就讀天之川學園高中。
「怪人同盟」成員，暱稱「Kong」。
五年前（《假面騎士Wizard篇》）的事件中被綁架的「Gate」之一。
此角色源自《閃電人》漫畫版中的Kong大王（コング大王）。
於《假面騎士ZI-O》第5話登場與根津誓夫兩人已成為假面騎士部的成員。
根津誓夫（ねづ・ちかお）（原勇彌 / 阿久津秀壽（童年期）飾）
就讀天之川學園高中。
「怪人同盟」成員，暱稱「老鼠」。
五年前（《假面騎士Wizard篇》）的事件中被綁架的「Gate」之一。
此角色源自《閃電人》漫畫版中的Rat（ネズミ）。
於《假面騎士ZI-O》第5話登場與近藤大太兩人已成為假面騎士部的成員。
番場影人（ばんば・かげと）（遠山俊也飾）
支援「怪人同盟」的科學家，武仙座Zodiarts變身者。
過去與我望光明共同進行宇宙能量使人體強制進化的研究，但中途因以開發進出宇宙的超能力為大前提而與之分道揚鑣。
現在正急於著手完成超能力增幅器「Zaber」。
此角色源自《閃電人》漫畫版及特攝版中的敵方首領班巴（バンバ）。
佐竹剛（さたけ・つよし）（神保悟志飾）
新任天之川學園高中校長。
在TV版本篇時代擔任生活指導老師。
諸田先生（もろた・）（諸田敏飾）
天之川學園高中數學教師。
宇津木遥（うつぎ・はるか）（長澤奈央飾）
天之川學園高中教師。

### 《假面騎士Wizard- 向未來的約定》
操真晴人（そうま・はると）（白石隼也飾）
戴指環的魔法使－假面騎士Wizard 的變身者。
為追撃三劍俠而進入精神世界「Underworld」，並阻止無限誕生的怪物衝出現實世界。
從中遇上自稱為美少女假面Poitrine 的女性魔法使。
與曆有非常深的感情，將曆視為最重要的人。
曆（奥仲麻琴飾）
與操真晴人生活，過去如謎一般的少女，同時擔當著支援者的角色，有可以看穿魅影偽裝的能力，將晴人視為最重要的人。
奈良瞬平（なら・しゅんぺい）（戶塚純貴飾）
操真晴人的助手，積極地進行協助但多數還是添亂。
今次事件中跟隨晴人進入「Underworld」。
大門凛子（だいもん・りんこ）（高山侑子飾）
隸屬鳥井坂警察署的女警，經常支援操真晴人的行動。
今次事件中跟隨晴人進入「Underworld」。
輪島繁（わじま・しげる）（小倉久寬飾）
古董店「面影堂」店主，負責操真晴人的魔法指環製作。
美紗（ミサ）（中山繪梨奈飾）
魅影女幹部美杜莎的宿主。
提供五名「Gate」給三劍俠，從而發動無限製造怪物的機器。
雄吾（ユウゴ）（篤海飾） 
魅影幹部的宿主。
與同是幹部的美杜莎共同行動。
賢者（ワイズマン）(CV：古川登志夫)
向美杜莎及兩人揭露在Underworld的下層有一片「魔力之海」。
上村優（かみむら・ゆう）（入來茉里飾）
被美杜莎拿下供給三劍俠的「Gate」之一。
於精神世界「Underworld」卻以魔法使Poitrine 的身份活動，從中遇上操真晴人。
在「Underworld」中戀棧著成為英雄的虛榮而拒絕返回現實甦醒。
此角色源自另一特攝作品《美少女假面Poitrine》中的村上優子（むらかみ・ユウコ）。
甜甜圈店店長（KABA.ちゃん飾）
流動車甜甜圈店舖「Hungry～」的店長。
甜甜圈店店員（田谷野亮飾）
「Hungry～」店員。
警察署長（小宮孝泰飾）
鳥井坂警察署署長。
仁藤攻介（にとう・こうすけ）（永瀨匡聲演)
假面騎士Beast的變身者。

### 《MOVIE大戰Ultimatum》
火野映司（ひの・えいじ）（渡部秀飾）
現正流浪於世界各地，為尋求過去的戰友Ankh復活的方法，而進行鴻上基金會屬下的研究助理工作。

## 登場假面騎士/英雄
- 假面骑士Fourze（替身演員：高岩成二、CV：福士蒼汰）
  - Base States
  - Elek States
  - Fire States
  - Rocket States
  - Magnet States
  - Cosmic States
  - Meteor Nadeshiko Fusion States

由No.EX Fusion Switch、Meteor Switch及No.N Nadeshiko Switch集合使用後變身而成，綜合戰鬥力達到極致的境界。
外觀與前作《假面騎士Fourze THE MOVIE 大家的宇宙來了!》登場的Meteor Fusion States相似，全身以紫色為主。眼睛為水藍色。雙手添加銀色的強化火箭推進器以及雙腳裝上滑板，使其俱備空中飛行及地上滑行兩者的變幻自在能力。
必殺技為發射出雙手的火箭推進器進行遠程一擊的「Rider (Double) Rocket Missile」（ライダー（ダブル）ロケットミサイル）及與Rocket States使出的「Rider Spin Crusher」（ライダーきりもみクラッシャー）相似的「Rider Ultimate Crusher」（ライダーアルティメットクラッシャー）。
- 假面骑士Meteor（替身演員：藤井祐伍、CV：吉澤亮）
  - Meteor
  - Meteor Storm

- 假面骑士Nadeshiko（替身演員：藤田房代、CV：真野惠里菜）

### 假面騎士Wizard
變身者：操真晴人（替身演員：高岩成二 / 岡田和也、CV：白石隼也）

#### 變身模式
| 型態名稱              | 簡介                                        | 外觀 | 能力 |
| Special Rush 特殊躍進 | 原文： 利用「Special Rush」指環解放後的形態 | 解放的Wizardragon四個部位為鮮紅色 身高:205cm 體重:115kg 拳擊力:無法測量 踢擊力:14t 跳躍力:30m 跑力:100m/5秒 | 使用「Special Rush」指環變身的特殊形態。此其是把Wizardragon的頭、翼、尾和爪同一時間全數解放具體化，於同一時間變化使用各部位獨有的能力，有別於「Special」指環只能解放單一部位。 |

- 假面骑士W
  - Cyclone Joker
  - Heat Trigger
  - Fang Joker[4]
  - Cyclone Joker Gold Xtreme

- 假面骑士Accel
  - Accel
  - Accel Trial
  - Accel Booster

- 假面骑士OOO（替身演員：藤井祐伍、CV：渡部秀）
  - 鷹虎蝗聯組
  - 爬蟲系聯組
  - 恐龍系聯組[4]
  - 超鷹虎蝗聯組

- 假面骑士Birth
  - Birth
  - Birth・day

- 假面騎士Beast（替身演員：渡邊淳（日语：渡辺淳）、CV：永瀨匡）

- 美少女假面Poitrine（ポワトリン）（入来茉里飾）

由上村優在「Underworld」以心目中理想的姿態變身而成。
戰鬥技巧如韻律體操般的優美。以短劍狀武器「Bell saber」使出魔法，末端可釋放絲帶。
台詞為「只要有愛，就作戰吧。生命、燃燒盡了！」（愛ある限り、戦いましょう。命、燃え尽きるまで!）或「縱然○○允許〜也不能允許!」（たとえ○○が許しても〜が許しません!）
源自另一特攝作品《美少女假面Poitrine》中的同名角色。
- 蛹人（替身演出：渡邊淳（日语：渡辺淳）、CV：須賀健太）

風田三郎高呼「剛力招來」後變身的強化體。
全身主要為棕色，填充念動力進化另一形態之前的情況下使用的重量級體形，怪力無窮及身體堅硬程度極高。
源自另一特攝作品《閃電人》中的同名角色。
- 閃電人（イナズマン）（替身演出：渡邊淳（日语：渡辺淳）、CV：須賀健太）

風田三郎在蛹超人的狀態下高呼「超力招來」後進化的完全形態。
全身主要為藍色，攻擊力及速度顯著大幅提升，背部能夠變化出蝴蝶翅膀作飛行。
必殺技為接下敵方的攻擊後，再利用反射作用使出附帶雷電力量的手刀攻擊「逆轉Chest」；於空中更可使出「超力閃電降」（超力イナズマ落とし）急速下降後再施以雷霆一擊。
變身後台詞為「自由的戰士、閃電人！」（自由の戦士、イナズマン!）
源自另一特攝作品《閃電人》中的同名角色。

## 登場怪人/敵對角色
- Xatan（ザタン）（替身演出：岩上弘数、CV：小暮閣下）

為向把自己驅逐流放到地底的人類報復，帶領著Eil及Gara進行侵略計劃並與魅影一方合作，製作出令過去被假面騎士消滅的怪人悉數復活的裝置。
也曾意圖邀請幪面超人Wizard合作，但被拒絕。
三劍俠中猶如首領般的存在，性格殘忍粗暴，但對同伴則會顯出情義的一面。
佩劍名為「Xarad」，身懷極高超的劍術，強大的精神力能夠在瞬間主宰人類的心靈。肩部可放出能量彈。三劍俠合力使出的跳躍攻擊必殺技「惡魔陣Attack」威力驚人。
此角色源自另一特攝作品《伏魔三劍俠》中的Xavitan（ザビタン）。
- Eil（イール）（替身演出：羽賀亮洋、CV：關智一[5]）

三劍俠之一，對Xatan非常忠誠。
如武士般的言行舉止和長相格格不久，並常以「在下」（拙者）自稱。
使用佩劍名為「Elado」。有著優越的速度，擅長空中戰，擁有時間跳躍的能力，利用此力量到達五年後的世界（假面騎士Fourze篇）尋找番場影人。
此角色源自另一特攝作品《伏魔三劍俠》中的Evil（イビル）。
- Gara（ガーラ）（替身演出：小倉敏博（日语：おぐらとしひろ）、CV：三矢雄二）

三劍俠之一，屬強韌軀體的力量型戰士。使用佩劍名為「Garado」。
經常要喝水補充能量，故常備水瓶在身。
口頭禪為「～什麼」（～なんだな）。
此角色源自另一特攝作品《伏魔三劍俠》中的Gabra（ガブラ）。
- Garacho（ガーラッチョ）

Gara變身的巨大鴕鳥型怪物。
- Dopant 多班特（ドーパント）
  - Masquerade‧Dopant（マスカレイド・ドーパント）

雜兵級多班特。
- Magma‧Dopant（マグマ・ドーパント）
- Money‧Dopant（マネー・ドーパント）
- Anomalocaris‧Dopant（アノマロカリス・ドーパント）
- Cockroach‧Dopant（コックローチ・ドーパント）
- Virus‧Dopant（バイラス・ドーパント）
- Arms‧Dopant（アームズ・ドーパント）
- Bird‧Dopant（バード・ドーパント）
- Triceratops‧Dopant（トリケラトプス・ドーパント）
- Liar‧Dopant（ライアー・ドーパント）
- Nightmare‧Dopant（ナイトメア・ドーパント）
- Beast‧Dopant（ビースト・ドーパント）
- Yesterday‧Dopant（イエスタディ・ドーパント）
- Hopper‧Dopant（ホッパー・ドーパント）
- Gene‧Dopant（ジーン・ドーパント）
- Jewel‧Dopant（ジュエル・ドーパント）
- Old‧Dopant（オールド・ドーパント）
- Energy‧Dopant（エナジー・ドーパント）

- Yummy（ヤミー）
  - 贗品Yummy（屑ヤミー）

雜兵級Yummy。
- 螳螂Yummy（カマキリヤミー）
- 貓Yummy（ネコヤミー）
- 犎牛Yummy（バイソンヤミー）
- 鯊魚Yummy（サメヤミー）
- 暹羅貓Yummy（シャムネコヤミー）
- 鍬形蟲Yummy（クワガタヤミー）
- 獅子水母Yummy（ライオンクラゲヤミー）
- 魟魚犀牛Yummy（エイサイヤミー）
- 鸚鵡Yummy（オウムヤミー）
- 黑鳳蝶Yummy（クロアケバヤミー）
- 貓頭鷹Yummy（フクロウバヤミー）
- 軍雞Yummy（軍鶏ヤミー）
- 獨角獸Yummy（ユニコーンヤミー）
- 穿山甲海膽Yummy（ウニアルマジロヤミー）
- 甲龍Yummy（アンキロサウルスヤミー）
- 禿鷲Yummy（ハゲタカヤミー）

- Zodiarts（ゾディアーツ）
  - 星塵忍者（ダスタード）

雜兵級Zodiarts。
- 武仙座Zodiarts（ヘラクレス・ゾディアーツ）（替身演出：高田將司、CV：遠山俊也）

變身者為番場影人。
擁有與Horoscope十二使徒同等的實力。
手持重型鐵捧「Tyrant」作武器，叩向地面則可引發衝擊波。
及能夠召喚星塵忍者作支援。
- 獵戶座Zodiarts（オリオン・ゾディアーツ）
- 蝘蜓座Zodiarts（カメレオン・ゾディアーツ）
- 天壇座Zodiarts（アルター・ゾディアーツ）
- 羅盤座Zodiarts（ピクシス・ゾディアーツ）
- 英仙座Zodiarts（ペルセウス・ゾディアーツ）
- 天貓座Zodiarts（リンクス・ゾディアーツ）
- 天龍座Zodiarts（ドラゴン・ゾディアーツ）
- 飛馬座Zodiarts（ペガサス・ゾディアーツ）
- 天鵝座Zodiarts（キグナス・ゾディアーツ）
- 后髮座Zodiarts（コーマ・ゾディアーツ）
- 蒼蠅座Zodiarts（ムスカ・ゾディアーツ）

- Phantom 魅影（ファントム）
  - 食屍鬼（グール）

雜兵級魅影。
- 美杜莎（メデューサ）（替身演出：小倉敏博、CV：中山繪梨奈）
- （替身演出：渡邊淳、CV：篤海）

## 其他相關媒體
電視影集
- 《假面騎士ZI-O》

第5話 近藤大太、根津誓夫登場。

## 裝備
- Machine Massigler（マシンマッシグラー）

假面騎士Fourze專用機車。
- Powerdizer（パワーダイザー）

大型作業可變形的機械動力服，由大文字隼駕駛。
- Machine Meteorstar（マシンメテオスター）

假面騎士Meteor專用機車。
- Machine Winger（マシンウィンガー）

假面騎士Wizard專用機車。
- Wizardragon（ウィザードラゴン）

幪面超人Wizard在精神世界「Underworld」的戰力，通過「Dragorise」指環召喚。
- Winger Wizardragon（ウィンガーウィザードラゴン）

Machine Winger與Wizardragon合體後的形態。
- Hard Boilder（ハードボイルダー）

假面騎士W專用機車。
- Revol Garry（リボルギャリー）

假面騎士W專用支援大型戰車。
- Gunner-A（ガンナーA）

假面騎士Accel專用中型作戰機具。
- Ride Vendor（ライドベンダー）

假面騎士OOO與Birth專用機車。
- 裝甲車

三劍俠乘搭用的重型卡車，頂端頭尾裝備上機關砲。
車廂內藏廣闊異次元空間，及無限製造怪物的裝置亦藏於車內。
- Zaiderbeck（ザイダベック）

由裝甲車利用超能力增幅器「Zaber」變化的巨大航空戰艦。
源自另一特攝作品《伏魔三劍俠》中的同名戰艦。

## 演員
假面騎士Fourze
- 如月弦太朗 / 假面騎士Fourze - 福士蒼汰 飾/聲
- 歌星賢吾 - 高橋龍輝 飾
- 城島悠木 - 清水富美加 飾
- 朔田流星 / 假面騎士Meteor - 吉澤亮 飾/聲
- 風城美羽 - 坂田梨香子 飾
- 大文字隼 - 冨森Justin（日语：冨森ジャスティン） 飾
- 野座間友子 - 志保 飾
- JK（神宮海藏） - 土屋シオン 飾
- 大杉忠太 - 田中卓志 飾
- 美咲撫子 / 假面騎士Nadeshiko - 真野惠里菜 飾/聲
- Inga‧Blink - 原幹惠 飾
- 佐竹剛 - 神保悟志 飾
- 諸田先生 - 諸田敏 飾
- 宇津木遥 - 長澤奈央 飾
- 大木美代子 - 足立梨花 飾
- 風田三郎 / 蛹超人 / 閃電人 - 須賀健太 飾/聲
- 小牧瑠美 - 山谷花純 飾
- 近藤大太 - 中澤兼利 飾
- 根津誓夫 - 原勇彌（日语：原勇弥） 飾
- 番場影人 / 武仙座Zodiarts - 遠山俊也 飾/聲
- 美羽的經理人 - 島津健太郎（日语：島津健太郎） 飾
- 黑幫頭目 - Chuck Johnson 飾
- 體育雜誌記者 - 荒井奈緒美（日语：荒井奈緒美） 飾
- 新聞主播 - 久保田直子（日语：久保田直子） 飾

假面騎士Wizard
- 操真晴人 / 幪面超人Wizard - 白石隼也 飾/聲
- 曆 - 奥仲麻琴 飾
- 輪島繁 - 小倉久寬 飾
- 大門凛子 - 高山侑子 飾
- 奈良瞬平 - 戶塚純貴 飾
- 美紗 / 美杜莎 - 中山繪梨奈（日语：中山絵梨奈） 飾/聲
- 雄吾 / 菲尼克斯 - 篤海（日语：菅野篤海） 飾/聲
- 甜甜圈店店長 - KABA.ちゃん 飾
- 甜甜圈店店員 - [[:|]] 飾
- 烏井坂警察署長 - 小宮孝泰 飾
- 上村優 / Poitrine - 入來茉 飾
- 童年三郎 - 涉谷樹生（日语：渋谷樹生）
- 童年瑠美 - 芳賀栞
- 童年大太 - 坂本大河
- 童年誓夫 - 阿久津秀壽

MOVIE大戰Ultimatum
- 火野映司 - 渡部秀 飾/聲

## 聲音演出
- Xatan - 小暮閣下
- Eil - 關智一
- Gara - 三ツ矢雄二
- 賢者 - 古川登志夫
- 其他假面騎士 - 田丸篤志、田坂秀樹（日语：田坂秀樹）、間島淳司
- 怪人 - 大村亨（日语：大村亨）、穴井勇輝（日语：穴井勇輝）、津留崎明廣、竹内裕美、中澤匡智、山根剛、木村大介、前川綾香
- 蓋亞記憶體音聲 - 立木文彥
- 假面騎士OOO聯組音聲 - 串田晃
- 假面騎士Beast（仁藤攻介） - 永瀨匡[6]

## 曲目

### 主題曲
「FOREST OF ROCKS」
- 演唱：小暮閣下（聖飢魔II）
- 作曲／詞：H.E.DEMON KAKKA
- 編曲：Ai Ishigaki

### 插曲
「Switch On！」
- 演唱：土屋安娜
- 作詞：藤林聖子
- 作／編曲：tatsuo（日语：tatsuo）

「Life is SHOW TIME」
- 演唱：鬼龍院翔（Golden Bomber）
- 作詞：藤林聖子
- 作曲：tatsuo（日语：tatsuo）

## 製作人員
- 原作 - 石之森章太郎
- 製片 - 宇都宮孝明（日语：宇都宮孝明）．塚田英明（日语：塚田英明）．高橋一浩（東映）、本井健吾（日语：本井健吾）（tv asahi）
- 編劇 - 浦澤義雄（日语：浦沢義雄）（Wizard、MOVIE大戰Ultimatum）、中島一基（Fourze）
- 導演/動作指導 - 坂本浩一
- 特攝導演 - 佛田洋（日语：佛田洋）
- 配樂 - 中川幸太郎、鳴瀬シュウヘイ（日语：鳴瀬シュウヘイ）
- 發行 - 東映
- 製作 - 劇場版「Wizard・Fourze」製作委員會（東映、tv asahi、ADK、木下工務店（日语：木下工務店）、萬代）

## 外部連結
- 官方網站（页面存档备份，存于）